# Paul-Otto Schmidt
Paul Otto Gustav Schmidt (23 giugno 1899 – 21 aprile 1970) è stato un funzionario tedesco interprete per il Ministero degli Esteri tedesco dal 1923 al 1945. Durante la sua carriera, ha lavorato come traduttore per le trattative di Neville Chamberlain con Adolf Hitler sull'accordo di Monaco per la dichiarazione di guerra alla Gran Bretagna e la resa della Francia.

## Biografia
Nel 1917 e nel 1918, Schmidt era un soldato nella prima guerra mondiale e fu ferito sul fronte occidentale. Successivamente, ha studiato lingue moderne a Berlino e ha lavorato allo stesso tempo per un'agenzia giornalistica statunitense. Nel 1921 segue dei corsi al Ministero degli Esteri per la formazione degli interpreti di conferenza. Schmidt vi si distinse per la sua eccezionale memoria. Nel luglio 1923, Schmidt, che stava ancora preparandosi per gli esami, ha accettato il suo primo incarico per il servizio traduzioni e interpreti del Ministero degli Esteri presso la Corte permanente di giustizia internazionale nel dell'Aia. Si sposò nel 1925 ed ebbe un figlio l'anno successivo.

### L'ufficio al Ministero degli Esteri

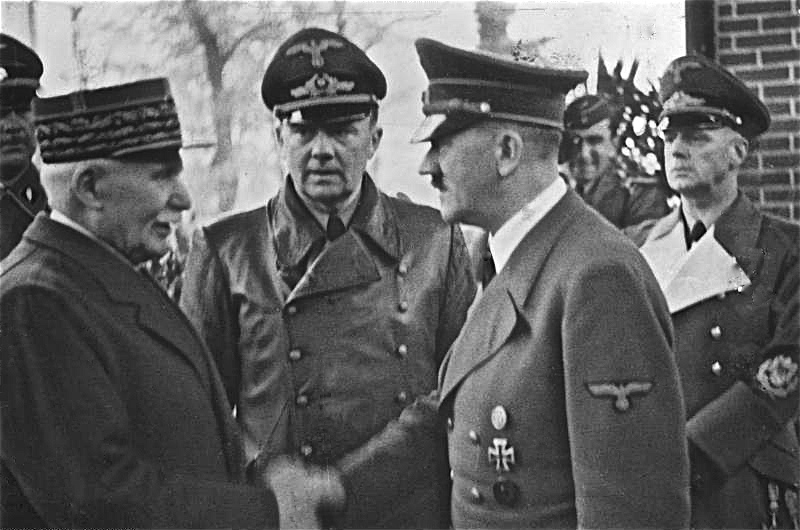
Paul Schmidt, (al centro) interprete tra Philippe Pétain e Adolf Hitler, ottobre 1940. Il ministro degli Esteri Joachim von Ribbentrop si vede sulla destra.

Dopo ulteriori studi linguistici a Berlino, Schmidt ha lavorato brevemente presso l'Ufficio delle lingue straniere del Reich. A partire dal 1924 lavorò come interprete al Ministero degli Esteri. Schmidt fu l'interprete durante le riunioni del Patto di Locarno (1925) e partecipò a molte altre importanti conferenze internazionali. Servì come interprete alla Società delle Nazioni (1926-1933) e alla Conferenza economica di Londra nel 1933. Sotto il cancelliere del Reich Gustav Stresemann, Schmidt divenne l'interprete principale, posizione che mantenne dopo che Hitler salì al potere nel 1933: Schmidt rimase capo interprete fino al 1945.
Alla Conferenza di Monaco, fu l'interprete tra Hitler, Neville Chamberlain e Édouard Daladier. Benito Mussolini parlava correttamente il francese e parlava un tedesco un po' stentato. Sebbene Mussolini non fosse così bravo in tedesco come pretendeva di essere, rifiutò sempre l'ausilio del traduttore nei suoi incontri con Hitler a causa del suo orgoglio.
Durante gli anni della guerra, fu l'interprete di Hitler durante i suoi incontri con il maresciallo Philippe Pétain e il generale Francisco Franco. Il 12 giugno 1941, Schmidt fu il traduttore nel vertice tra Hitler e il generale Ion Antonescu di Romania. Antonescu parlava correttamente il francese, la Romania tra le due guerre era una nazione così francofila che la fluidità del francese era di rigore se si voleva avanzare socialmente, mentre Hitler non parlava altra lingua che non fosse il tedesco. Al vertice, Antonescu parlò in francese e fece tradurre le sue osservazioni in tedesco da Schmidt, che tradusse al tempo stesso anche le osservazioni di Hitler in francese (Schmidt non conosceva il rumeno).
Nel corso dell'incontro, Hitler, tramite Schmidt, informò Antonescu della pianificata "guerra di sterminio" che doveva essere l'Operazione Barbarossa e chiese che Antonescu istituisse un equivalente rumeno delle Einsatzgruppen, una richiesta che Antonescu acconsentì. Lo storico israeliano Jean Ancel ha scritto sarcasticamente sulla pretesa di Schmidt post-1945 di essere una mera "comparsa sulla scena della storia", che Schmidt era stato sicuramente troppo modesto nel minimizzare il suo ruolo nel vertice Hitler-Antonescu tanto che ha portato alla omicidio di centinaia di migliaia di ebrei. Schmidt non menziona i piani di genocidio discussi negli incontri Hitler-Antonescu, ma dà l'impressione fuorviante che i colloqui tra Germania e Romania durante la guerra riguardassero interamente le questioni militari ed economiche. Dopo il raid su Dieppe del 1942, che portò alla cattura di migliaia di soldati canadesi, Schmidt fu incaricato dei loro interrogatori. Schmidt si unì al partito nazista nel 1943.

### Il dopoguerra
Arrestato nel maggio 1945, Schmidt fu liberato dagli americani nel 1948. Nel 1946 testimoniò al processo di Norimberga, dove le conversazioni con lui furono annotate dallo psichiatra Leon Goldensohn e successivamente pubblicate. Nel 1947 testimoniò per l'accusa contro i dirigenti della IG Farben. Nel 1952 ha fondato lo Sprachen & Dolmetscher Institut a Monaco di Baviera, un collegio in cui gli studenti potevano imparare le lingue e diventare traduttori e interpreti. Si ritirò nel 1967.

## Le memorie
Intitolato An Extra on the Diplomatic Stage, le memorie di Schmidt coprono i suoi 21 anni come importante testimone oculare della politica estera europea. Iniziano con le sue esperienze in prima linea durante la prima guerra mondiale durante l'offensiva di primavera tedesca del 1918 e continuano con il suo lavoro per i cancellieri tedeschi prima del 1933.
L'edizione inglese del libro, Hitler's Interpreter, salta questo materiale e descrive solo gli anni di Hitler (1933-1945). Le memorie presentano un ritratto suggestivo ma dettagliato del più alto livello del Terzo Reich. Ha questi consigli per gli interpreti in formazione: